# 罗租站
罗租站是一个属于深圳地铁13号线的地铁车站，位于中华人民共和国广东省深圳市宝安区黄峰岭工业大道与同辉路交叉路口南侧。本站预计将于2025年随深圳地铁13号线正式启用。

## 车站结构
本站为地下二层岛式车站。

### 车站楼层
| 地面              | -    | 出入口 |   |  |
| 地下一层          | 站厅 | 售票机、客务中心、车站控制室                                                                                                  |   |  |
| 地下二层          | 月台 | \| \| 2 \| 13號線往深圳湾口岸（应人石） \| \| \| \| 島式 · 開左邊车门 \| \| \| \| \| \| \| \| 13號線往上屋（石岩） \| 1 \| \| |   |  |
|                   | 2    | 13號線往深圳湾口岸（应人石）                                                                                                  |   |  |
| 島式 · 開左邊车门 |      | |   |  |
|                   |      | 13號線往上屋（石岩） | 1 |  |

## 历史
- 2017年7月26日，深圳市地铁集团有限公司发布《深圳市城市轨道交通13号线工程环境影响报告书》，其中包含本站，工程名为罗租站[2]。
- 2019年9月23日，本站主体结构第一段底板砼顺利浇筑完成[1]。
- 2022年4月22日，深圳市规划和自然资源局发布《关于〈深圳市轨道四期相关线路站名规划〉批准方案的公告》，本站站名仍然为工程名“罗租站”[3]。